# گمینا شویننا
گمینا شویننا (به لهستانی:  Gmina Świnna) یک گمینا در لهستان است که در شهرستان ژویتس واقع شده‌است. گمینا شویننا ۳۹٫۴ کیلومتر مربع مساحت و ۷٬۸۵۶ نفر جمعیت دارد.